# Haliotinella patinaria
Haliotinella patinaria är en snäckart som först beskrevs av Guppy 1876.  Haliotinella patinaria ingår i släktet Haliotinella och familjen borrsnäckor. Inga underarter finns listade i Catalogue of Life.